# Carla Dupuy
Carla Dupuy (18. rujna 1988.) je argentinska hokejašica na travi. Igra na mjestu napadačice.
S argentinskom izabranom vrstom je sudjelovala na više međunarodnih natjecanja.
Po stanju od 3. studenoga 2009., igra za klub Club de Gimnasia y Esgrima de Buenos Aires (kraticom G.E.B.A.).

## Sudjelovanja na velikim natjecanjima
- Trofej prvakinja 2009.

## Vanjske poveznice
- (šp.) Hockey Argentina Trofej prvakinja 2009.
- (engl.) Trofej prvakinja 2009.  Arhivirana inačica izvorne stranice od 6. kolovoza 2009. (Wayback Machine)